# Konische Kombination
Eine konische Kombination (manchmal auch Nichtnegativkombination oder konische Linearkombination) und die eng verwandte Positivkombination sind spezielle Linearkombinationen, bei denen alle Koeffizienten nichtnegativ bzw. positiv sind. Sie treten meist im Zusammenhang mit konvexen Kegeln auf.

## Definition
Gegeben sei ein {\displaystyle \mathbb {R} }-Vektorraum {\displaystyle V} und {\displaystyle x,x_{1},\dots ,x_{n}\in V}. Dann heißt {\displaystyle x} eine konische Kombination oder Nichtnegativkombination von {\displaystyle x_{1},\dots ,x_{n}}, wenn es {\displaystyle \lambda _{1},\dots ,\lambda _{n}\geq 0} in {\displaystyle \mathbb {R} } gibt, so dass
{\displaystyle x=\sum _{i=1}^{n}\lambda _{i}x_{i}}
gilt. Sind alle {\displaystyle \lambda _{i}>0}, so spricht man von einer Positivkombination.
Eine Linearkombination mit nichtnegativen (bzw. positiven) Koeffizienten heißt also Nichtnegativ- (bzw. Positiv-) Kombination.

## Eigenschaften

Die (unendlich ausgedehnte) konische Hülle von zwei Vektoren im

- Allgemeiner lassen sich die obigen Begriffe auch für beliebige {\displaystyle \mathbb {K} }-Vektorräume definieren, solange {\displaystyle \mathbb {K} } ein geordneter Körper ist.
- Jede Konvexkombination ist eine konische Kombination.
- Die zur konischen Kombination gehörende Hülle wird konische Hülle oder positive Hülle genannt und mit dem Symbol {\displaystyle \operatorname {pos} (A)} (manchmal zweideutig auch mit {\displaystyle \operatorname {cone} (A)}) bezeichnet. Sie ordnet jeder Teilmenge eines Vektorraumes den kleinsten konvexen Kegel zu, der diese Teilmenge enthält

## Beispiel
Das Polynom {\displaystyle 3x^{2}+5x+2} ist eine konische Kombination der Monome {\displaystyle x^{2},x,1} mit {\displaystyle \lambda _{2}=3,\,\lambda _{1}=5,\lambda _{0}=2}. Somit ist es auch eine Positivkombination der Monome. Wählt man hingegen als Monome {\displaystyle x^{3},x^{2},x,1}, so handelt es sich nur um eine konische Kombination und nicht um eine Positivkombination, da {\displaystyle \lambda _{3}=0,\lambda _{2}=3,\,\lambda _{1}=5,\lambda _{0}=2} ist.
Betrachtet man im {\displaystyle \mathbb {R} ^{2}} die Vektoren
{\displaystyle v={\begin{pmatrix}2\\2\end{pmatrix}},\,v_{1}={\begin{pmatrix}1\\0\end{pmatrix}},\,v_{2}={\begin{pmatrix}1\\1\end{pmatrix}},\,v_{3}={\begin{pmatrix}1\\2\end{pmatrix}}},
so lässt sich {\displaystyle v} auf mehr als eine Art als konische Kombination von {\displaystyle v_{1},v_{2},v_{3}} darstellen. Da {\displaystyle v} und {\displaystyle v_{2}} linear abhängig sind, ist eine mögliche konische Kombination {\displaystyle v=0v_{1}+2v_{2}+0v_{3}}. Eine zweite Möglichkeit wäre die Kombination {\displaystyle v=1v_{1}+0v_{2}+1v_{3}}. Beides sind keine Positivkombinationen, da stets einer der Koeffizienten null ist.